# Paul Green
Paul Jason Green (Pontefract, 10 aprile 1983) è un ex calciatore irlandese, di ruolo centrocampista.

## Carriera

### Club
Green fece il suo debutto con la maglia del Doncaster in un 2-2 con il Northwich Victoria il 19 marzo 2002. Il suo primo gol arrivò tre giorni dopo in un 5-2 contro l'Hayes. Dopo aver giocato per sette stagioni nel Doncaster, lasciò il club con un totale di 277 presenze e 33 gol.
Fece il suo debutto con la maglia del Derby County, proprio contro la sua ex squadra perdendo 1-0. Segnò il suo primo gol contro il Bristol City, terminata 1-1.

### Nazionale
Il 25 maggio 2010 ha esordito in nazionale contro il Paraguay (vittoria 2-1) e tre giorni dopo ha segnato la sua prima rete in maglia verde contro l'Algeria in amichevole (vittoria 3-0).

## Statistiche

### Cronologia presenze e reti in nazionale
| Cronologia completa delle presenze e delle reti in nazionale ― Irlanda | Cronologia completa delle presenze e delle reti in nazionale ― Irlanda | Cronologia completa delle presenze e delle reti in nazionale ― Irlanda | Cronologia completa delle presenze e delle reti in nazionale ― Irlanda | Cronologia completa delle presenze e delle reti in nazionale ― Irlanda | Cronologia completa delle presenze e delle reti in nazionale ― Irlanda | Cronologia completa delle presenze e delle reti in nazionale ― Irlanda | Cronologia completa delle presenze e delle reti in nazionale ― Irlanda |
| Data                                                                   | Città                                                                  | In casa                                                                | Risultato                                                              | Ospiti                                                                 | Competizione                                                           | Reti                                                                   | Note                                                                   |
| ---------------------------------------------------------------------- | ---------------------------------------------------------------------- | ---------------------------------------------------------------------- | ---------------------------------------------------------------------- | ---------------------------------------------------------------------- | ---------------------------------------------------------------------- | ---------------------------------------------------------------------- | ---------------------------------------------------------------------- |
| 25-5-2010                                                              | Dublino                                                                | Irlanda                                                                | 2 – 1                                                                  | Paraguay                                                               | Amichevole                                                             | -                                                                      | 69’                                                                    |
| 28-5-2010                                                              | Dublino                                                                | Irlanda                                                                | 3 – 0                                                                  | Algeria                                                                | Amichevole                                                             | 1                                                                      |                                                                        |
| 11-8-2010                                                              | Dublino                                                                | Irlanda                                                                | 0 – 1                                                                  | Argentina                                                              | Amichevole                                                             | -                                                                      |                                                                        |
| 3-9-2010                                                               | Erevan                                                                 | Armenia                                                                | 0 – 1                                                                  | Irlanda                                                                | Qual. Euro 2012                                                        | -                                                                      |                                                                        |
| 7-9-2010                                                               | Dublino                                                                | Irlanda                                                                | 3 – 1                                                                  | Andorra                                                                | Qual. Euro 2012                                                        | -                                                                      |                                                                        |
| 8-10-2010                                                              | Dublino                                                                | Irlanda                                                                | 2 – 3                                                                  | Russia                                                                 | Qual. Euro 2012                                                        | -                                                                      |                                                                        |
| 12-10-2010                                                             | Žilina                                                                 | Slovacchia                                                             | 1 – 1                                                                  | Irlanda                                                                | Qual. Euro 2012                                                        | -                                                                      | 42’                                                                    |
| 8-2-2011                                                               | Dublino                                                                | Irlanda                                                                | 3 – 0                                                                  | Galles                                                                 | Amichevole                                                             | -                                                                      | 76’                                                                    |
| 29-3-2011                                                              | Dublino                                                                | Irlanda                                                                | 2 – 3                                                                  | Uruguay                                                                | Amichevole                                                             | -                                                                      |                                                                        |
| 29-2-2012                                                              | Dublino                                                                | Irlanda                                                                | 1 – 1                                                                  | Rep. Ceca                                                              | Amichevole                                                             | -                                                                      | 63’                                                                    |
| 4-6-2012                                                               | Budapest                                                               | Ungheria                                                               | 0 – 0                                                                  | Irlanda                                                                | Amichevole                                                             | -                                                                      | 86’                                                                    |
| 14-6-2012                                                              | Danzica                                                                | Irlanda                                                                | 0 – 4                                                                  | Spagna                                                                 | Euro 2012 - 1º turno                                                   | -                                                                      | 80’                                                                    |
| 15-8-2012                                                              | Belgrado                                                               | Serbia                                                                 | 0 – 0                                                                  | Irlanda                                                                | Amichevole                                                             | -                                                                      | 60’                                                                    |
| 6-2-2013                                                               | Dublino                                                                | Irlanda                                                                | 2 – 0                                                                  | Polonia                                                                | Amichevole                                                             | -                                                                      | 46’                                                                    |
| 22-3-2013                                                              | Solna                                                                  | Svezia                                                                 | 0 – 0                                                                  | Irlanda                                                                | Qual. Mondiali 2014                                                    | -                                                                      | 40’                                                                    |
| 26-3-2013                                                              | Dublino                                                                | Irlanda                                                                | 2 – 2                                                                  | Austria                                                                | Qual. Mondiali 2014                                                    | -                                                                      | 83’                                                                    |
| 14-8-2013                                                              | Cardiff                                                                | Galles                                                                 | 0 – 0                                                                  | Irlanda                                                                | Amichevole                                                             | -                                                                      | 60’                                                                    |
| 10-9-2013                                                              | Vienna                                                                 | Austria                                                                | 1 – 0                                                                  | Irlanda                                                                | Qual. Mondiali 2014                                                    | -                                                                      |                                                                        |
| 15-11-2013                                                             | Dublino                                                                | Irlanda                                                                | 3 – 0                                                                  | Lettonia                                                               | Amichevole                                                             | -                                                                      | 81’                                                                    |
| 19-11-2013                                                             | Poznań                                                                 | Polonia                                                                | 0 – 0                                                                  | Irlanda                                                                | Amichevole                                                             | -                                                                      |                                                                        |
| 31-5-2014                                                              | Londra                                                                 | Irlanda                                                                | 0 – 0                                                                  | Italia                                                                 | Amichevole                                                             | -                                                                      | 85’                                                                    |
| 6-6-2014                                                               | Chester                                                                | Costa Rica                                                             | 1 – 1                                                                  | Irlanda                                                                | Amichevole                                                             | -                                                                      | 65’                                                                    |
| Totale                                                                 |                                                                        | Presenze                                                               | 22                                                                     |                                                                        | Reti                                                                   | 1                                                                      |                                                                        |

## Palmarès

### Club

#### Competizioni nazionali
- Campionato inglese di quarta divisione: 1

Doncaster: 2003-2004
- Football League Trophy: 1

Doncaster: 2006-2007